# Château de Bioul
Ne doit pas être confondu avec Château de Bioule.
Le château de Bioul (ou château Vaxelaire) est un château situé en Wallonie dans le village belge de Bioul. Il a été édifié sur les hauteurs de la vallée de la Meuse dans la province de Namur.

## Histoire

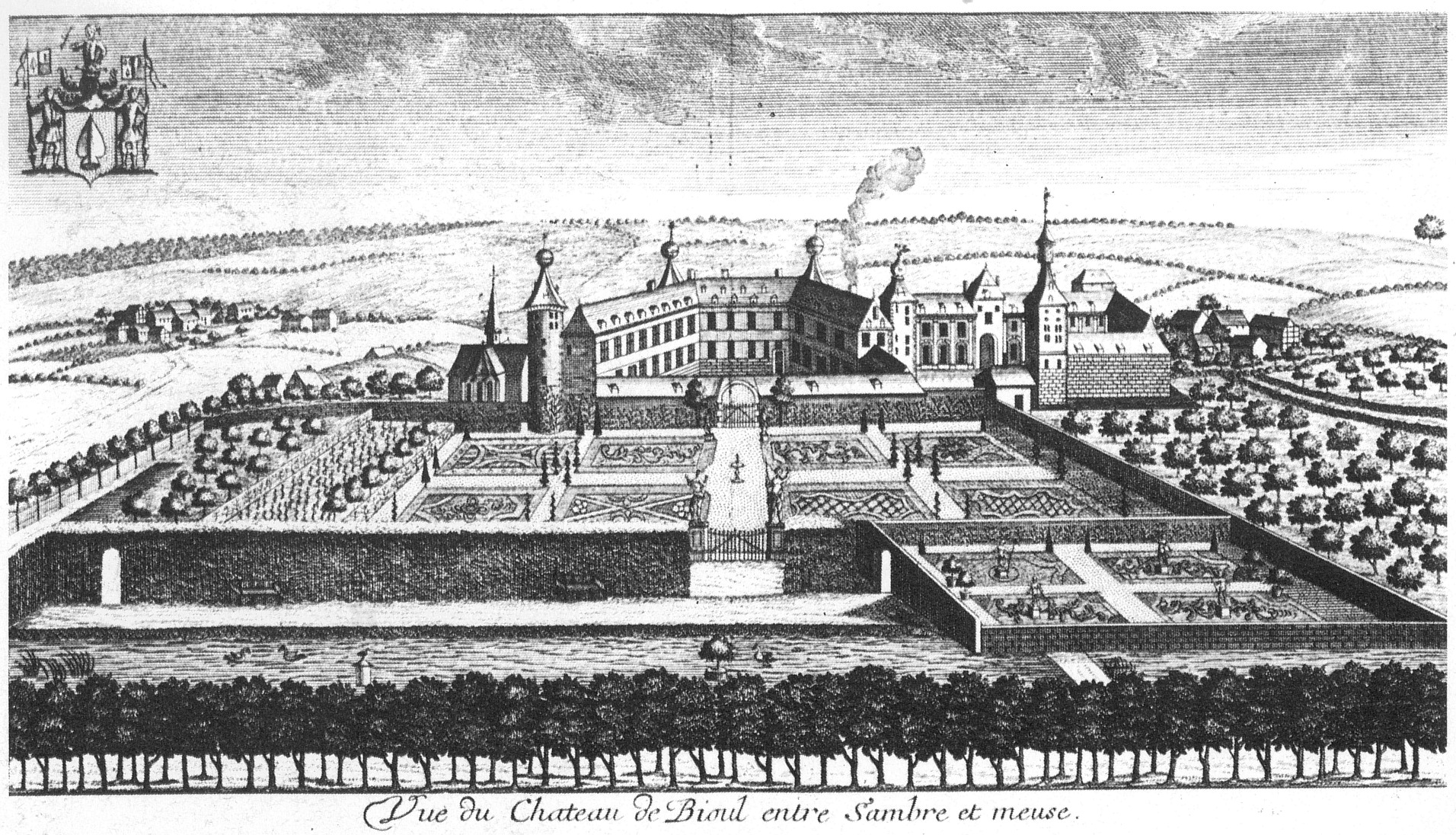
Gravure du château de Bioul en 1744.

Le château-fort de Bioul est déjà mentionné dans certains textes du Xe siècle. Une première tour est construite au Xe siècle à laquelle s'ajoutent d'autres bâtiments pour former une ferme en carré. Du XIe siècle au XIIIe siècle, le château est la propriété de la famille d'Orbais. Au XIIIe siècle, cette seigneurie passe à la famille de Jauche (sires de Jauche, seigneurs de Gommegnies, Hierges, Sassegnies, etc.) à la suite du mariage de Berthe d'Orbais, dame héritière de Bioul, avec Gérard II de Jauche. Au XVe siècle, la famille de Jauche est obligée d'hypothéquer Bioul en raison de son train de vie élevé et du paiement de rançons pour la libération de Jacques de Jauche fait prisonnier à deux reprises par les Français. Le château de Bioul suit ces vicissitudes et tombe en ruine par défaut d'entretien. En 1522, la terre et le château de Bioul passent à un cousin du dernier représentant mâle de la branche aînée de la famille de Jauche, Jehan de Jauche, qui vend le château à son cousin Jean de Hosden.
Le 22 décembre 1522, Jean de Hosden revend cette seigneurie à Thierry (ou Thiry) de Brandebourg, seigneur de Château-Thierry, Bioul et Hubinez. Ce dernier fait édifier la tour du château portant une inscription gothique de 1523. En 1554, le château est brûlé par les troupes du roi de France Henri II, comme de nombreux autres édifices dans les Pays-Bas espagnols.  À la suite de cet incendie, la famille de Brandebourg transforme le château féodal en un prestigieux manoir résidentiel.  
Lorsque la famille des Brandebourg s'éteint en 1708, un seigneur de Bilquin fait l'acquisition de la terre de Bioul et en dote sa fille qui épouse un français de la famille de Moreau, principal maître de forge dans la province de Namur. Entre 1708 et 1870, les familles de Bilquin et de Moreau s'y succèdent ainsi. Guillaume-Nicolas de Moreau fait restaurer le château et le parc en 1776. Les Moretus-de Theux d'Anvers alliés à la famille Plantin l'acquièrent en 1870, puis les Vaxelaire s'y installent en 1896 comme locataires et en 1904 comme propriétaires. François Vaxelaire, qui a fondé les grands magasins Au Bon Marché en 1860, fait réaliser par les architectes Edmond Franken-Willemaers et Léon Cabarche des travaux d'aménagement dans le respect du style du XVIe siècle. En 1920, après la mort de François Vaxelaire, ses fils, le baron Raymond Vaxelaire et l'écrivain Georges Vaxelaire, en héritent. 
Lors de la Première Guerre mondiale, le colonel et futur maréchal Pétain qui commande la 4ebrigade d'infanterie française s'installe dans la nuit du 15 août 1914 dans le château de Bioul en prélude de la bataille de Dinant. Le 23 août 1914, les restes de la 4edivision d'armée belge et de la garnison de Namur ayant participé au siège de Namur et à la retraite consécutive sont concentrés dans le village et dans le château de Bioul quasiment encerclés par les IIe et IIIe armées allemandes. Un conseil de guerre constitué d'officiers belges de haut rang a lieu dans les dépendances du château en vue déterminer s'il est encore possible de forcer le passage. L'aide de l'instituteur du village permettra aux unités belges de passer de nuit à travers le bois de Ronquière et de rejoindre les lignes françaises. 
Lors des commémorations de Dinant en septembre 1927, le maréchal Pétain et le capitaine Charles de Gaulle participent à un dîner agrémenté d'un feu d'artifice et séjournent au château de Bioul à l'invitation de Raymond et Georges Vaxelaire.  
Le fils de Raymond, le baron François Vaxelaire, président du Groupe GIB et vice-président de l'Exposition universelle de 1958 à Bruxelles, entreprend des travaux de rénovation, en 1956, après en avoir hérité. Il fait notamment appel à l'architecte paysagiste René Pechère. À ce jour, la famille Wyckmans-Vaxelaire occupe encore les lieux, veille à sa préservation et développe une activité économique et touristique au château. 

## Description
Le château, datant de 1523 et principalement construit en pierre calcaire, présente un aspect défensif massif et est l'un des plus vastes de la province de Namur. Les armes du constructeur, Thierry de Brandebourg, figurent sur la tour carrée dans la cour d'honneur.   
Un porche d'entrée et une grande allée de tilleuls mène à un grande porte charretière traversant le bâtiment principal du château. L'on trouve devant la façade extérieure une partie des fossés et, des deux côtés de la porte, des meurtrières et les mortaises où se mouvaient les bras du pont-levis. Le château est flanqué de trois tours rondes et de deux donjons carrés. Les bâtiments qui ont conservé leur caractère seigneurial, enserrent deux cours très étendues. L’une est entourée par les bâtiments des communs et les dépendances. L’autre, la plus spacieuse, est la cour d’honneur et donne sur le parc à l'anglaise bordé d'un étang. Ce parc de 40 ha est situé à l'arrière du château avec des arbres centenaires de toutes essences. Une partie de ce parc est désormais consacrée à l'activité vinicole qui a débuté en 2009,. 
Une chapelle néo-gothique a été ajoutée au château au XIXe siècle et il subsiste dans le parc une tour à meurtrière qui est un reste de l'ancien château féodal. 

## Économie et tourisme

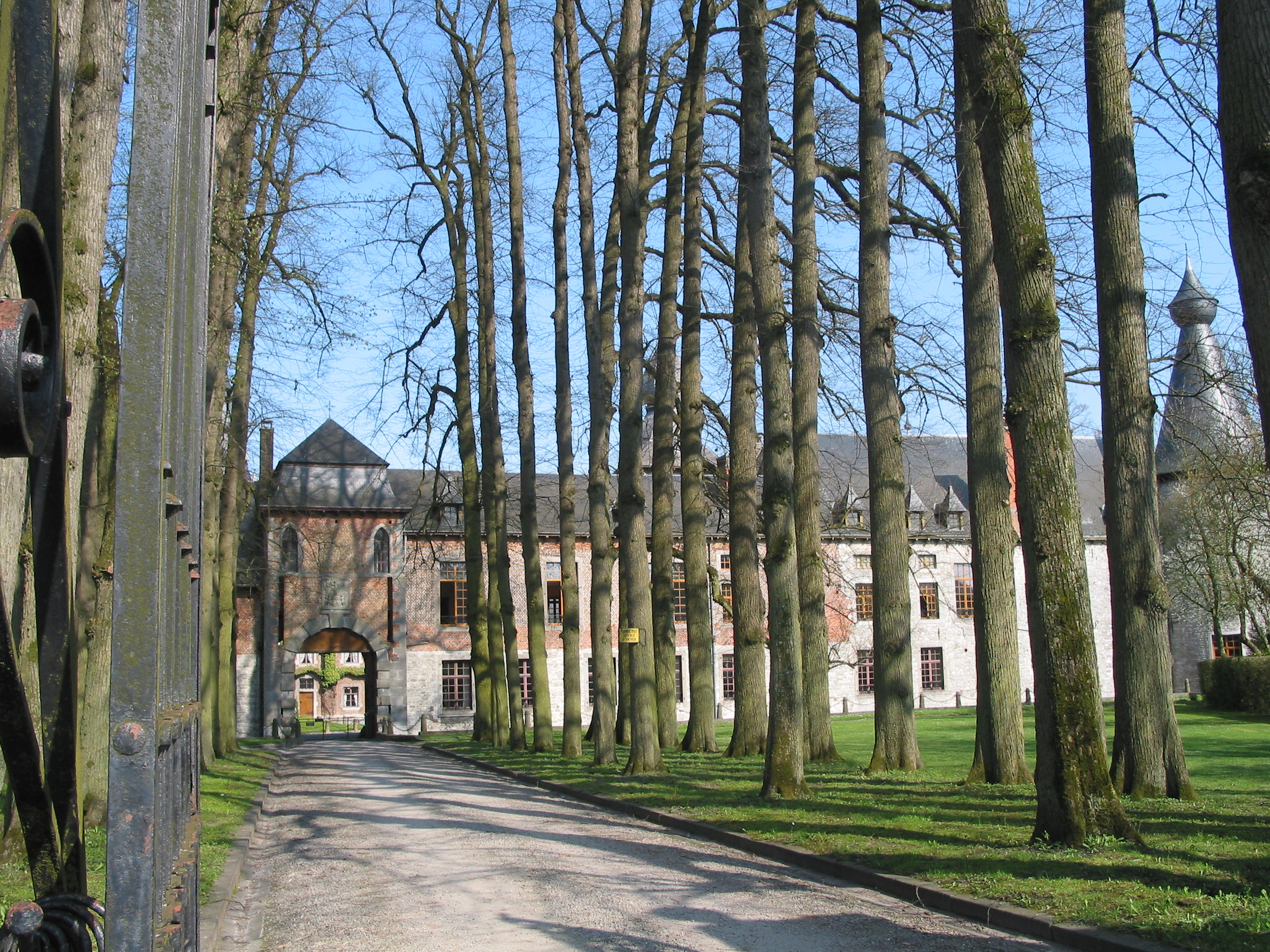
Entrée du château Vaxelaire.

En 2009, la famille Wickmans-Vaxelaire, propriétaire du  château de Bioul, a créé une exploitation vinicole dans le château et le parc du château et au lieudit le « Vignoulle ». La superficie du vignoble atteint désormais 14 ha. Le vignoble bénéficie de l'appellation « Côtes de Sambre et Meuse » reconnue comme appellation d’origine contrôlée. Des vins blancs et mousseux y sont produits à partir de cépages Johanniter, Muscaris, Pinotin adaptés aux climats septentrionaux comme en Belgique au château de Bioul. Ils sont produits selon les principes de l'agriculture biologique (permaculture et biodynamie) et ont obtenu la certification bio en 2020,.    
Parallèlement au vignoble, des activités touristiques sont également développées au château et dans le parc avec de la restauration, des spectacles, des visites organisées et un parcours muséal interactif dans l'ancien fenil de la ferme « Made in Bioul » retraçant l'histoire du château.   

## Sources
- Odile De Bruyn,Christine Bastin, Jacques Evrard, Coup d'œil sur les jardins de Wallonie.
- Andy et Vanessa Wyckmans-Vaxelaire, propriétaires du château et du vignoble